# Itame grossbecki
Itame grossbecki là một loài bướm đêm trong họ Geometridae.